# Serie Mundial de 1906
La Serie Mundial de 1906 de béisbol fue disputada entre Chicago White Sox y Chicago Cubs, siendo el primer clásico de otoño que enfrentó a dos equipos de una misma ciudad. Los White Sox ganaron el primer encuentro, pero los Cubs respondieron en el segundo juego con actuaciones claves de Ed Reulbach en la loma y el bateo de Harry Steinfield (3-3). Nuevamente los White Sox se pondrían adelante con una victoria en el tercer juego, pero su contraparte ganaría la próxima partida con un ajustado 1-0 con brillante actuación del lanzador Mordecai Brown, quien permitió apenas dos hits en nueve innings.
La ofensiva de los White Sox respondería en los siguientes dos encuentros. En el quinto juego, lograrían ocho dobles encabezados por Frank Isbell que bateó cuatro. Y en el sexto, el equipo consiguió siete carreras en los primeros dos episodios y catorce hits en el juego, para alzarse con un triunfo de 8-3 y de paso el título. No obstante, ambos conjuntos tuvieron un pobre promedio a la ofensiva, pues White Sox apenas logró un porcentaje de bateo de .198 y Cubs de .196. Durante la serie, George Rohe fue de los jugadores más efectivos para los Sox, con promedio de bateo de .333 y cuatro carreras impulsadas.
Los habitantes de Chicago se mostraron entusiasmados por el evento. Los Cubs arribaron a la postemporada con un total de 116 victorias en temporada regular, récord aún vigente; mientras los Sox llegaron a pesar de su bajo promedio a la ofensiva (.230) por lo que se habían ganado el apelativo de Hitless Wonders.

## Desarrollo

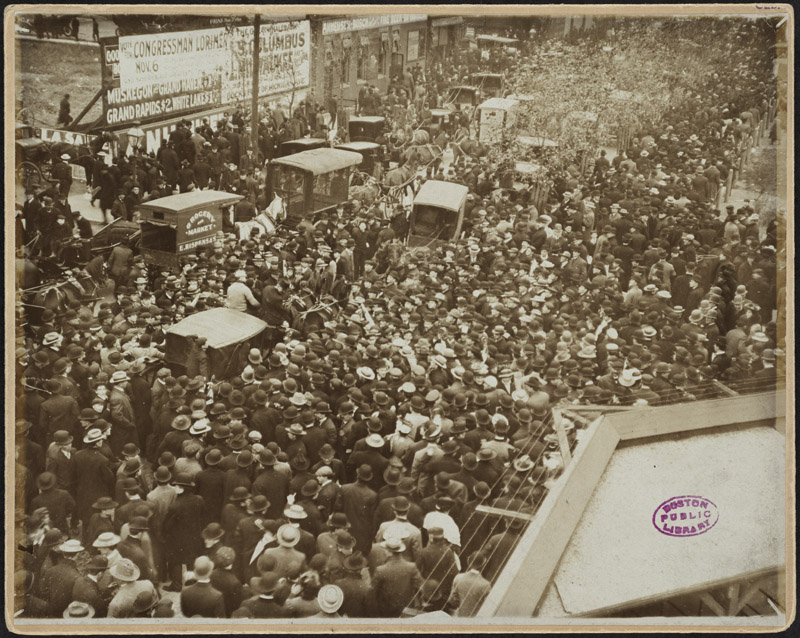
Público aglomerado frente al South Side Park antes de un juego de la serie.

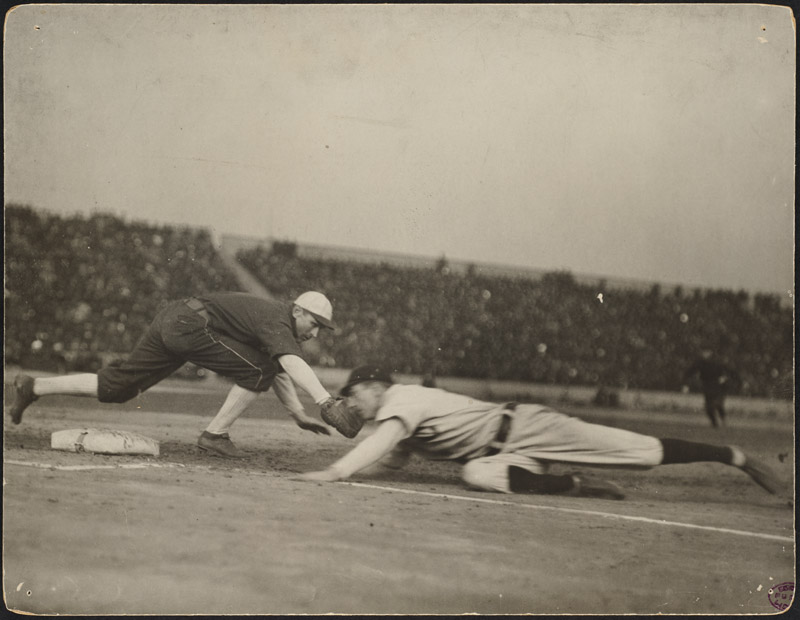
Jugada entre el primera base de los Cubs, Frank Chance y Jiggs Donahue de los White Sox en West Side Grounds.

### Juego 1
- Día: 9 de octubre
- Estadio: West Side Grounds
- Lugar: Chicago
- Asistencia: 12.693
- Umpires:  HP - Jim Johnstone, 1B - Silk O'Loughlin

| Equipo                                        | 1 | 2 | 3 | 4 | 5 | 6 | 7 | 8 | 9 | C | H | E |
| --------------------------------------------- | - | - | - | - | - | - | - | - | - | - | - | - |
| Chicago (A)                                   | 0 | 0 | 0 | 0 | 1 | 1 | 0 | 0 | 0 | 2 | 4 | 1 |
| Chicago (N)                                   | 0 | 0 | 0 | 0 | 0 | 1 | 0 | 0 | 0 | 1 | 4 | 2 |
| G: Nick Altrock (1-0) P: Mordecai Brown (0-1) |   |   |   |   |   |   |   |   |   |   |   |   |

- Box score y detalle de jugadas

### Juego 2
- Día: 10 de octubre
- Estadio: South Side Park III
- Lugar: Chicago
- Asistencia: 12.595
- Umpires:  HP - Silk O'Loughlin, 1B - Jim Johnstone

| Equipo                                  | 1 | 2 | 3 | 4 | 5 | 6 | 7 | 8 | 9 | C | H  | E |
| --------------------------------------- | - | - | - | - | - | - | - | - | - | - | -- | - |
| Chicago (N)                             | 0 | 3 | 1 | 0 | 0 | 1 | 0 | 2 | 0 | 7 | 10 | 2 |
| Chicago (A)                             | 0 | 0 | 0 | 0 | 1 | 0 | 0 | 0 | 0 | 1 | 1  | 3 |
| G: Ed Reulbach (1-0) P: Doc White (0-1) |   |   |   |   |   |   |   |   |   |   |    |   |

- Box score y detalle de jugadas

### Juego 3
- Día: 11 de octubre
- Estadio: West Side Grounds
- Lugar: Chicago
- Asistencia: 13.667
- Umpires:  HP - Jim Johnstone, 1B - Silk O'Loughlin

| Equipo                                   | 1 | 2 | 3 | 4 | 5 | 6 | 7 | 8 | 9 | C | H | E |
| ---------------------------------------- | - | - | - | - | - | - | - | - | - | - | - | - |
| Chicago (A)                              | 0 | 0 | 0 | 0 | 0 | 3 | 0 | 0 | 0 | 3 | 4 | 1 |
| Chicago (N)                              | 0 | 0 | 0 | 0 | 0 | 0 | 0 | 0 | 0 | 0 | 2 | 2 |
| G: Ed Walsh (1-0) P: Jack Pfiester (0-1) |   |   |   |   |   |   |   |   |   |   |   |   |

- Box score y detalle de jugadas

### Juego 4
- Día: 12 de octubre
- Estadio: South Side Park III
- Lugar: Chicago
- Asistencia: 18.385
- Umpires: HP - Silk O'Loughlin, 1B - Jim Johnstone

| Equipo                                        | 1 | 2 | 3 | 4 | 5 | 6 | 7 | 8 | 9 | C | H | E |
| --------------------------------------------- | - | - | - | - | - | - | - | - | - | - | - | - |
| Chicago (N)                                   | 0 | 0 | 0 | 0 | 0 | 0 | 1 | 0 | 0 | 1 | 7 | 1 |
| Chicago (A)                                   | 0 | 0 | 0 | 0 | 0 | 0 | 0 | 0 | 0 | 0 | 2 | 1 |
| G: Mordecai Brown (1-1) P: Nick Altrock (1-1) |   |   |   |   |   |   |   |   |   |   |   |   |

- Box score y detalle de jugadas

### Juego 5
- Día: 13 de octubre
- Estadio: West Side Grounds
- Lugar: Chicago
- Asistencia: 23.257
- Umpires:   HP -Jim Johnstone, 1B - Silk O'Loughlin

| Equipo                                                    | 1 | 2 | 3 | 4 | 5 | 6 | 7 | 8 | 9 | C | H  | E |
| --------------------------------------------------------- | - | - | - | - | - | - | - | - | - | - | -- | - |
| Chicago (A)                                               | 1 | 0 | 2 | 4 | 0 | 1 | 0 | 0 | 0 | 8 | 12 | 6 |
| Chicago (N)                                               | 3 | 0 | 0 | 1 | 0 | 2 | 0 | 0 | 0 | 6 | 6  | 0 |
| G: Ed Walsh (2-0) P: Jack Pfiester (0-2) S: Doc White (1) |   |   |   |   |   |   |   |   |   |   |    |   |

- Box score y detalle de jugadas

### Juego 6
- Día: 14 de octubre
- Estadio: South Side Park III
- Lugar: Chicago
- Asistencia: 19.249
- Umpires:  HP - Silk O'Loughlin, 1B - Jim Johnstone

| Equipo                                     | 1 | 2 | 3 | 4 | 5 | 6 | 7 | 8 | 9 | C | H  | E |
| ------------------------------------------ | - | - | - | - | - | - | - | - | - | - | -- | - |
| Chicago (N)                                | 1 | 0 | 0 | 0 | 1 | 0 | 0 | 0 | 1 | 3 | 7  | 0 |
| Chicago (A)                                | 3 | 4 | 0 | 0 | 0 | 0 | 0 | 1 | x | 8 | 14 | 3 |
| G: Doc White (1-1) P: Mordecai Brown (1-1) |   |   |   |   |   |   |   |   |   |   |    |   |

- Box score y detalle de jugadas

|                                                           |
| Campeón de las Grandes Ligas Chicago White Sox 1.º título |